# Flasabäcken
Flasabäcken är en 15 kilometer lång bäck i Kalix kommun som har utloppet i Kalixälven i Björknäs vid Björknäs herrgård. Bäcken kallas ofta lokalt för Björknäsbäcken.